# Ovidijus Vyšniauskas

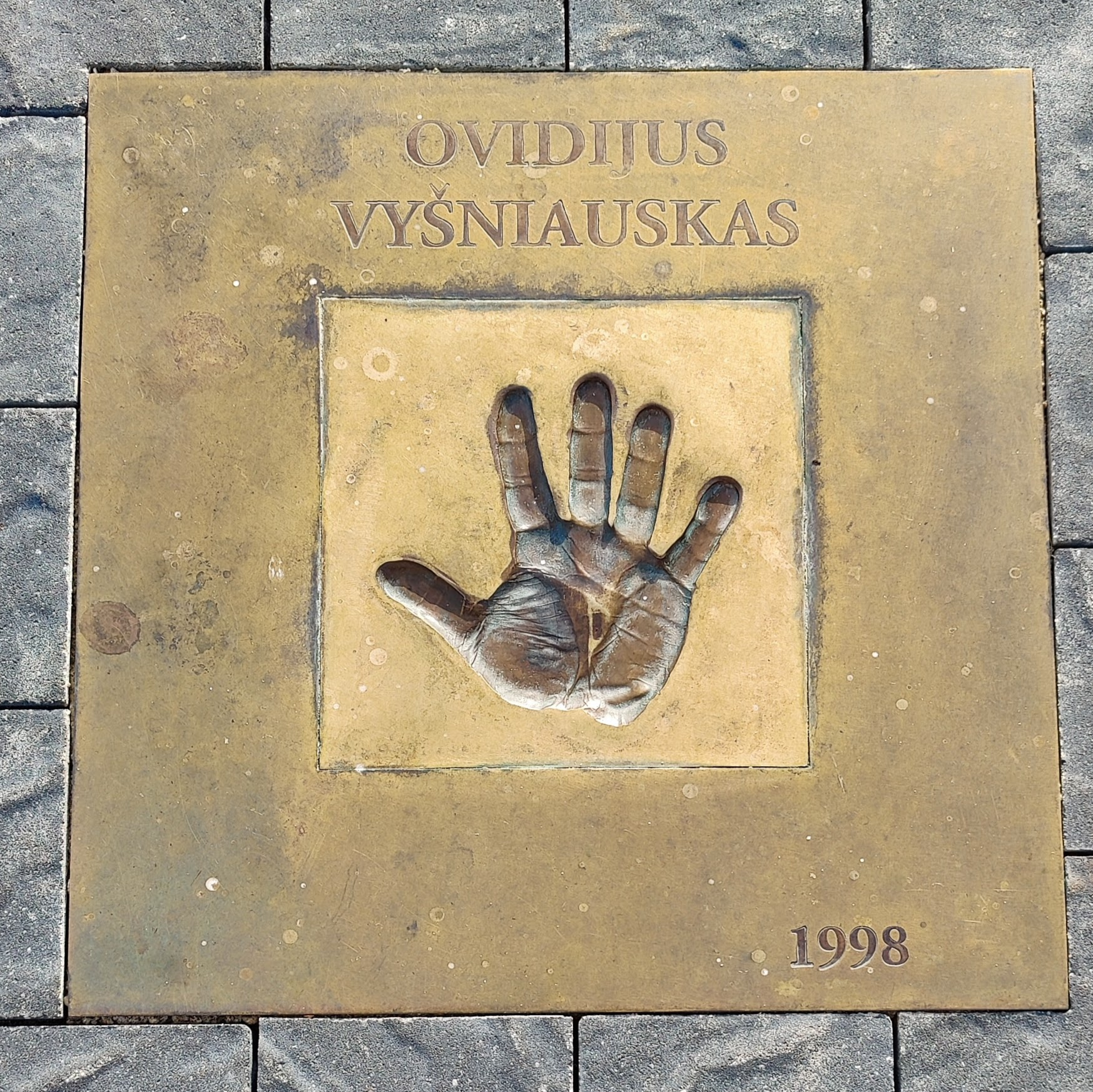
Handabdruck von Ovidijus Vyšniauskas

Ovidijus Vyšniauskas (* 19. März 1957 in Marijampolė) ist ein litauischer Sänger. Er vertrat Litauen beim Eurovision Song Contest 1994 mit dem Lied Lopsine Mylimai (zu Deutsch etwa „Wiegenlied für geliebte“).

## Musik
1994 trat Litauen in Dublin erstmals zum Eurovision Song Contest an. Der litauische Rundfunk wählte den Sänger Vyšniauskas aus, um das Land mit der litauischsprachigen Ballade Lopsine Mylimai zu vertreten. Die Ballade wurde mit null Punkten im Wettbewerb Letzter.
Er lebt in Kaunas, in der Altstadt. In Vilnius lebte er 20 Jahre. 